# 烏孫

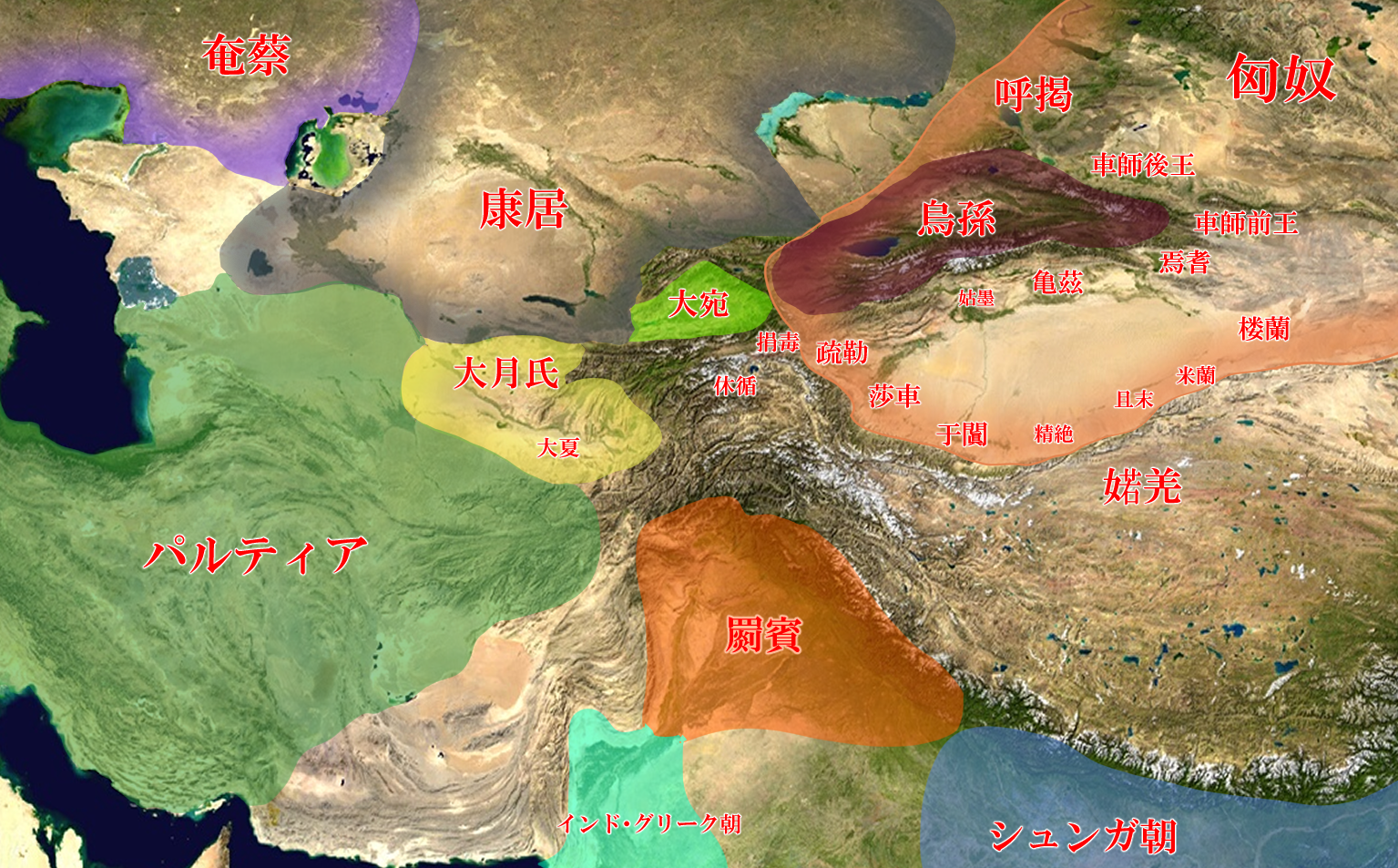
紀元前2世紀頃の中央アジアの地図

烏孫（うそん、拼音: wūsūn）は、紀元前161年から5世紀にかけて、イシク湖周辺（現在のキルギス）に存在した遊牧国家。

## 歴史

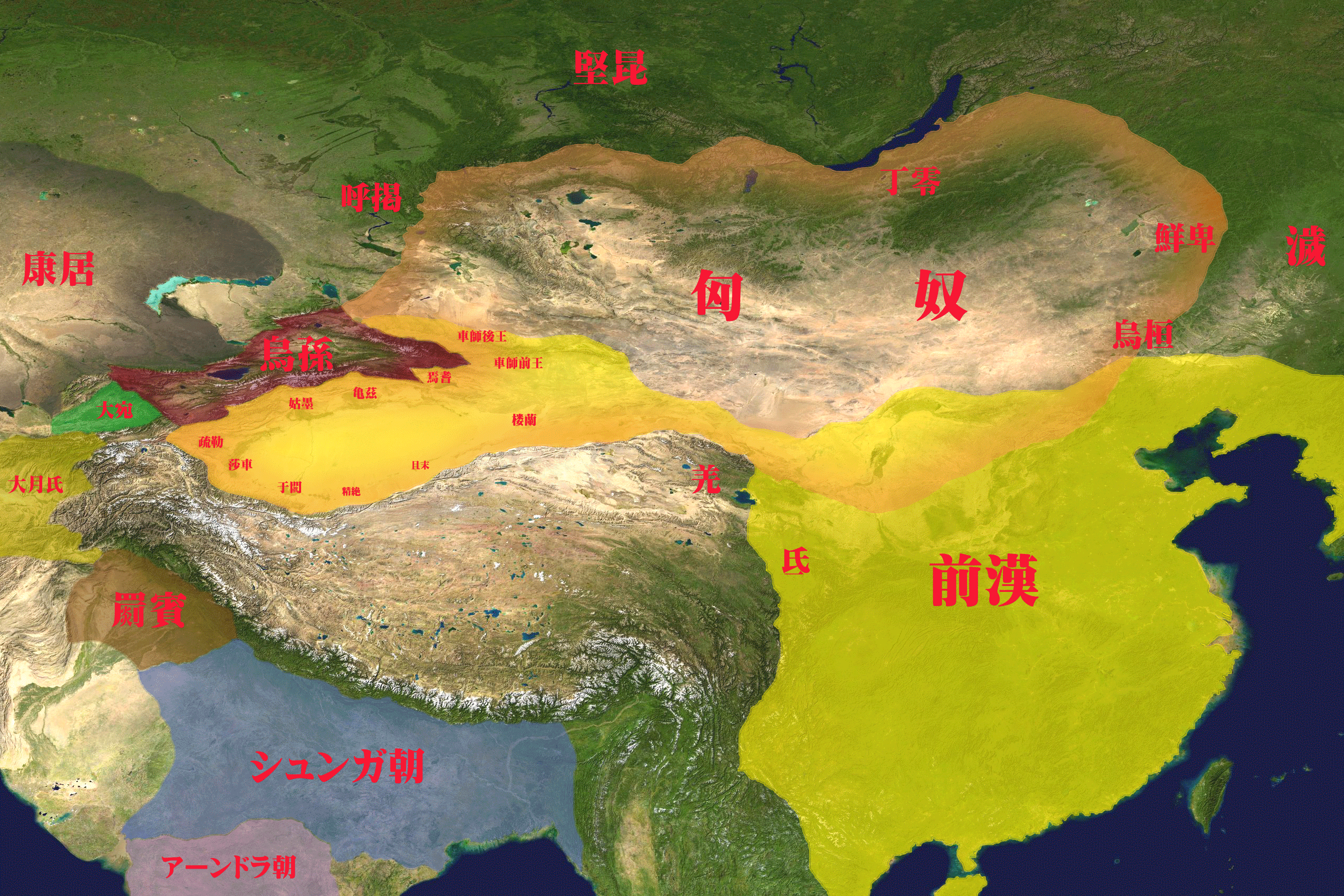
紀元前2世紀、匈奴と烏孫。

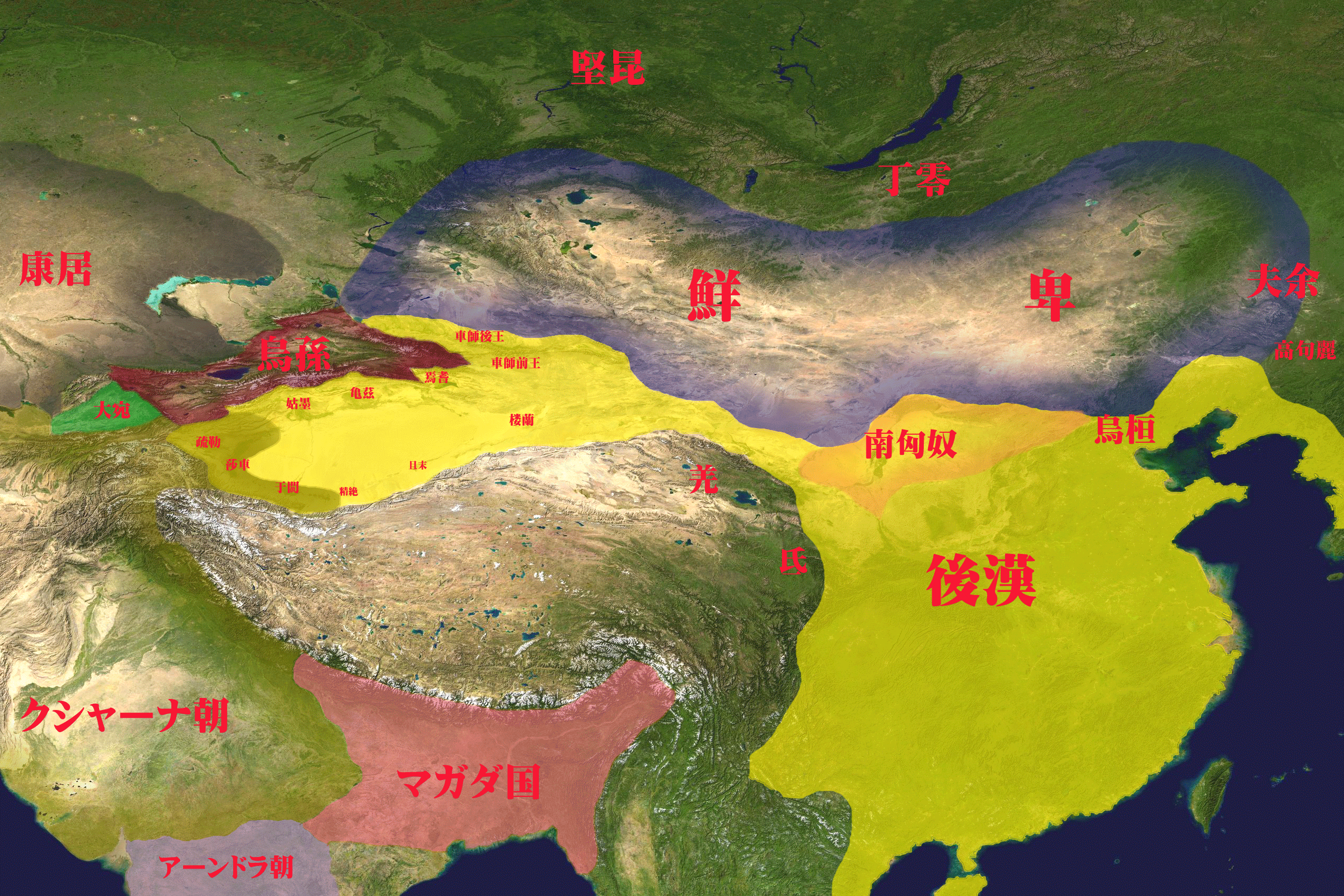
2世紀、鮮卑と烏孫。

### 前漢の時代
秦の末年、匈奴が冒頓単于のもとでモンゴル高原を統一し、さらに前漢の文帝の時期になって、その周辺国であった楼蘭・烏孫・呼掲およびタリム盆地の26国は匈奴に征服された。その際、烏孫王であった難兜靡（なんとうび）は殺され、子の昆莫（こんばく）は匈奴のもとで育てられる。
やがて昆莫は匈奴で手柄を立てるようになり、老上単于（在位：前174年 - 前161年）から烏孫の民を返され、西城を鎮守しながらも、次第に勢力を増していった。
紀元前161年、老上単于が死ぬと、昆莫は烏孫の民を引き連れ、西へ移動し、イシク湖周辺（現在のキルギス）にいた大月氏を駆逐して烏孫国を建国した。烏孫は次第に強大となり、匈奴の勢力範囲に属しながら、匈奴の会議に出席しなくなった。
数年後、前漢の張騫は匈奴と烏孫を切り離し、漢に服属させるべく、武帝に上奏。武帝は張騫を中郎将に任命し、300人の部下と1人につき2頭の馬、数万の牛と羊を引き連れ、さらに数千万の黄金と絹織物を携えさせ、節をもった副使多数とともに烏孫へ派遣した。烏孫王の昆莫は単于に対するのと同じ儀礼で漢の使節と面会し、天子の賜り物に拝礼した。そこで張騫は漢と対匈奴の共同戦線を張ることを提案した。しかし、昆莫自身も老齢で、まず漢がどのくらいの国なのかもわからず、さらにこのころの烏孫国内は三つに分裂しており、烏孫の大臣たちは匈奴を恐れており移住を望まなかったこともあって、昆莫が独断で決められることではなく、張騫ははっきりした返事がもらえなかった。張騫はいったん烏孫の者数十人を連れて帰国し、漢の偉大さを見せつけた。それから張騫は一年あまりして亡くなった。烏孫の使者たちは帰国すると、漢は人口が多く裕福であることを報告し、烏孫の者たちはますます漢を尊敬するようになった。それからというもの烏孫をはじめ西域諸国は漢との交際を始めた。これを聞いた匈奴は烏孫に攻撃しようと決意した。これを恐れた烏孫は公主を娶り漢と兄弟となることを希望した。烏孫は千匹の馬を結納として送り、漢は皇族の娘である江都公主劉細君を嫁がせた。昆莫は江都公主を右夫人とし、匈奴からもきた嫁を左夫人とした。しかし昆莫は自分が老齢だといい、江都公主を孫の岑陬に娶らせた。
李広利の2度目の大宛討伐に際し、武帝は烏孫に使者を送り、協力して大宛を討つよう要請した。そこで烏孫は2千の騎兵を出動させたが、二股をかけてそれ以上進まなかった。
昆莫が死ぬと、孫の岑陬が代わって立った。岑陬というのは官号で、名は軍須靡という。実は昆莫というのも王号（以下昆弥）で、名は猟驕靡といった。岑陬は江都公主を娶り、一女少夫を生んだ。江都公主が死ぬと、漢はふたたび楚王劉戊の孫の解憂を公主とし、岑陬に娶らせた。岑陬が臨終の際に、岑陬と胡婦との間に生まれた泥靡は幼いので、王位を伯父の大禄の子の翁帰靡に与え、泥靡が成長したら王位を譲るよう遺言した。岑陬が死に、翁帰靡が即位すると肥王と号し、解憂を娶り、三男二女を生んだ。
昭帝の末年、壺衍鞮単于は烏孫を攻撃し、車延・悪師の地を取った。解憂は上書し、漢に救援を要請したが、漢では昭帝が崩御し返事ができなかった。宣帝が即位すると、昆弥（こんび：烏孫の君主号）の翁帰靡はふたたび上書して救援を要請した。本始2年（前72年）、漢は要請に応じて、祁連将軍の田広明・度遼将軍の范明友・前将軍の韓増・後将軍・蒲類将軍の趙充国・雲中太守・虎牙将軍の田順の五将軍を派兵した。校尉の常恵は烏孫西域の兵を指揮し、翁帰靡は自ら翕侯（きゅうこう：諸侯）以下5万余騎を率いて西方から入り、総勢20数万が匈奴を攻撃した。五将軍にはあまり戦功がなかったが、常恵が指揮する烏孫軍には戦功があったので、常恵は長羅侯に封ぜられた。しかし、匈奴の被害は甚大で、烏孫を深く怨むこととなり、その冬、壺衍鞮単于は烏孫を報復攻撃したが、その帰りに大雪にあって多くの人民と畜産が凍死した。さらにこれに乗じて北の丁令・東の烏桓・西の烏孫に攻撃され、多くの死傷者が出て、多くの畜産を失った。これにより匈奴に従っていた周辺諸国も離反し、匈奴は大虚弱となった。
翁帰靡が死ぬと、烏孫の貴人たちは共に先代の遺言に従い、岑陬の子の泥靡を立てて昆弥に即位させ、狂王と号した。狂王は解憂を娶り、その間に鴟靡を生んだ。漢は衛司馬の魏和意と副侯の任昌に侍子を送らせるべく2人を派遣したが、解憂は狂王に患わしく苦しめられていると告白してきたので、2人と解憂は狂王を暗殺することを謀った。宴会の席で狂王に斬りかかるが、失敗し、狂王は負傷しただけで馬に乗って逃げ去った。狂王の子の細沈痩は魏和意と任昌及び解憂を赤谷城にて包囲した。数カ月後、西域都護の鄭吉が諸国の兵を発してこれを救った。漢は中郎将の張遵を遣わして狂王を治療させ、金20斤を賜った。魏和意と任昌は長安に連行され斬首された。車騎将軍・長史の張翁は解憂らに狂王暗殺の尋問をした際、解憂の頭をつかんで罵った。解憂はこのことを上書したので、張翁は逆に死刑となった。
肥王翁帰靡と胡婦との子である烏就屠は、狂王が負傷した時に、翕侯らとともに避難していた。北山中にて、母家である匈奴に帰順し、狂王を襲撃して殺し、自ら立って昆弥となった。漢は破羌将軍の辛武賢を派遣してこれを討たせたが、西域都護の鄭吉が解憂の侍女の馮嫽に烏就屠を説得させたので、烏就屠は帰順した。漢は新たに元貴靡を大昆弥、烏就屠を小昆弥とし、烏孫の君主を二つに分け、さらにその人民も二つに分け、長羅侯の常恵に赤谷城にて監督させた。
甘露3年（前51年）、元貴靡や鴟靡がみな病死したので、解憂は遺骸を漢の地に埋めたいと上書し、解憂は3人の孫とともに漢に帰国し、田宅と奴婢を賜った。解憂はその2年後に亡くなった。
元貴靡の子の星靡が代わって大昆弥となるが、体が弱かったので、馮嫽は護衛をつけるよう上書した。のちに西域都護の韓宣が星靡を廃位して、左大将の大楽を昆弥に即位させるべきだと上奏したが却下された。星靡が死ぬと、子の雌栗靡が大昆弥に即位した。
小昆弥の烏就屠が死ぬと、子の拊離が即位したが、弟の日弐に殺される。日弐は逃亡し、康居に依った。漢の遣使者は拊離の子の安日を立てて小昆弥とした。安日は貴人の姑莫匿ら3人に日弐の一味に紛れさせ、これを刺殺させた。
後に安日は降民に殺され、漢はその弟の末振将を小昆弥とした。時に大昆弥の雌栗靡は健在で、翕侯らは彼に心服し、国中は翁帰靡の時以来の大安となっていたが、小昆弥の末振将は恐れて、貴人の烏日領に雌栗靡を刺殺させた。漢は中郎将の段会宗を遣わし、雌栗靡の従叔父（解憂の孫）の伊秩靡を大昆弥とした。大昆弥の翕侯の難棲は末振将を殺し、末振将の兄の安日の子の安犁靡が代わって小昆弥となった。元延2年（前11年）、漢はふたたび段会宗に命じて、その太子の番丘を斬らせた。
元寿2年（前1年）、大昆弥の伊秩靡と単于は漢に入朝した。元始中に至り、末振将の弟の卑爰疐は烏日領を殺し、漢は彼を帰義侯に封じた。両昆弥は皆弱く、卑爰疐は陵を侵したので、西域都護の孫建はこれを襲って殺した。

### 後漢の時代

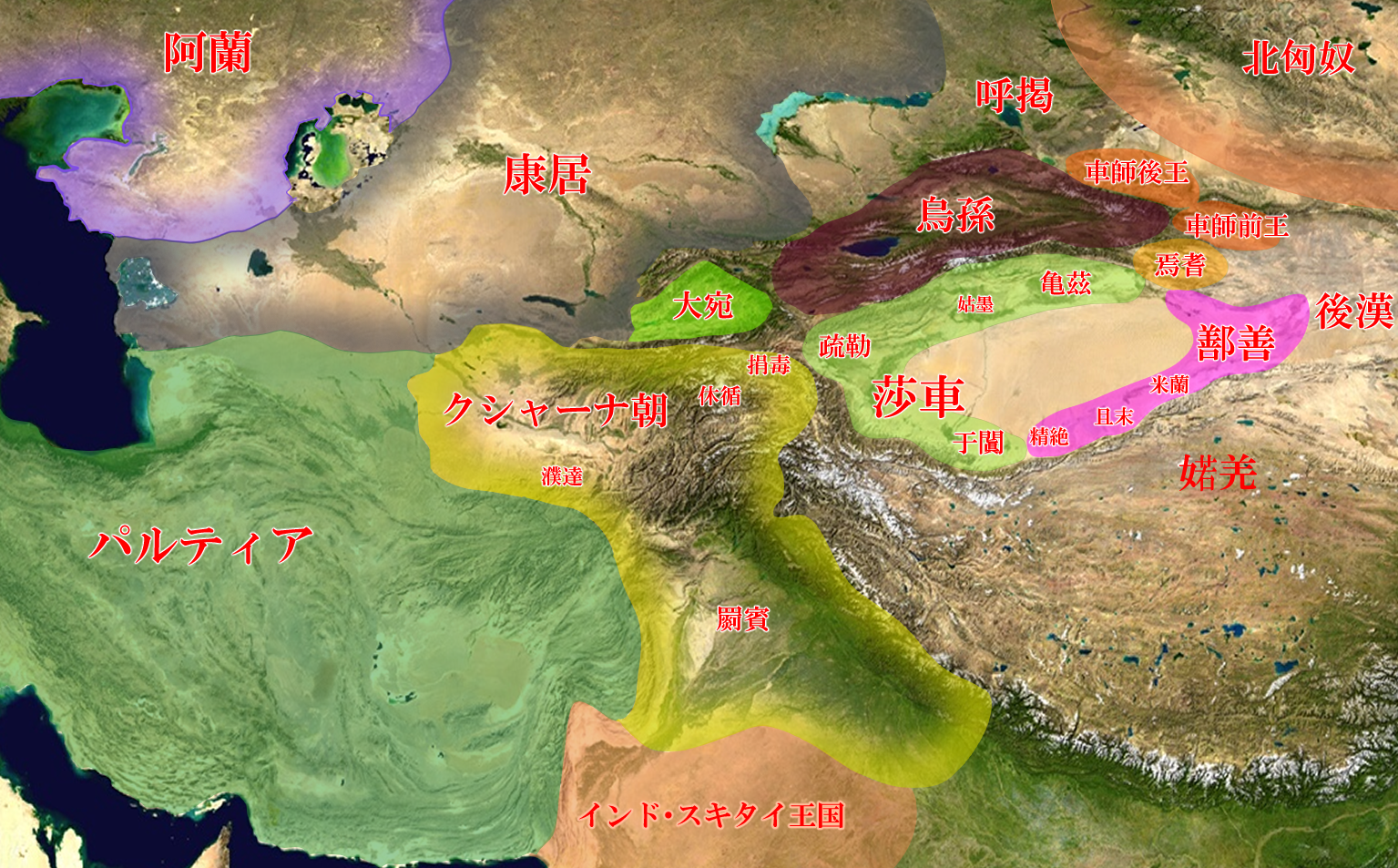
1世紀の中央アジアの地図

後漢の永平17年（74年）、烏孫は漢に名馬を献じて侍子の入朝を請う。
建初8年（83年）、衛候の李邑に護送され、烏孫の使者は大小昆弥からの錦帛を後漢に献上した。

### 北魏の時代
北魏の太延3年（437年）、散騎侍郎の董琬と高明らは太武帝の命を受けて西域に向かい、鄯善はじめ9カ国を招撫し、烏孫国を経て、董琬は破洛那（フェルガナ）に、高明は者舌（チャーシュ：現在のタシュケント）に至った。この時、烏孫はたびたび柔然に侵され、西の葱嶺山中に移っていた。
5世紀から6世紀にかけて烏孫族は姿を消した。

## 習俗
烏孫は遊牧民なので、その習俗はほとんど匈奴と同じである。馬が多く、富人になると4～5千匹も所有する。顔古帥曰く西域諸国の中で最も中国の民族と容貌が異なり、目が窪み、鼻が高く、青目、赤顔であった。コーカソイドの遺伝的影響を色濃く持った集団だったようである。

## 地理
もともと烏孫族は月氏族と共に敦煌付近（河西回廊）に暮らしていたが、昆莫の父の代になって隣国匈奴の侵攻に遭い、その支配下に入る。匈奴の老上単于（在位：前174年 - 前161年）の代になってイリ地方の大月氏討伐を命ぜられた昆莫は、父の旧臣を率いて大月氏をイリ地方から追い出し、そこに居座った。紀元前161年、昆莫は老上単于の死に乗じて匈奴から独立し、イリ地方に烏孫国を建国する。これ以降、烏孫は漢と親密な関係を築きながら独立を保ち、5世紀の柔然侵攻までイリ地方に国を持っていた。
イリ地方では南の天山山脈に囲まれながらイシク湖周辺に本拠（赤谷城）を置き、たびたび周辺国を荒らしていた。現在、赤谷城のあった所はイシク湖に水没しており、湖底でその遺跡らしきものが発見されている。

## 政治体制
国を治める君主は昆弥（こんび）といい、赤谷城を本拠地とした。官職は相（宰相）・大禄・左右大将が2人、侯が3人、大将・都尉が各1人、大監が2人、大吏が1人、舎中大吏が2人、騎君が1人いた。
支配民族は烏孫族だが、被支配民族には塞族や月氏族がいた。これは烏孫族がイシク湖周辺に移住して来る以前に、匈奴から逃れてきた月氏族がおり、それよりも前に塞族が住んでいたためである。もともと烏孫族は月氏族と同様、匈奴に攻められる以前は敦煌・祁連の間に住んでいた。

## 歴代君主
烏孫の君主号は昆弥（こんび）といい、のちに大昆弥と小昆弥に分かれ、二人の君主を戴いた。
昆弥
- 難兜靡

1. 昆莫（猟驕靡）…難兜靡の子
2. 岑陬（軍須靡）…昆莫の孫
3. 肥王（翁帰靡）…岑陬の従弟、大禄の子
4. 狂王（泥靡）…岑陬の子
5. 烏就屠…翁帰靡の子、小昆弥となる

大昆弥
1. 元貴靡…翁帰靡の長子
2. 星靡…元貴靡の子
3. 雌栗靡…星靡の子
4. 伊秩靡…元貴靡の弟の大楽の子、雌栗靡の従叔父

小昆弥
1. 烏就屠
2. 拊離…烏就屠の子
3. 安日…拊離の子
4. 末振将…安日の弟
5. 安犁靡…安日の子

伊秩靡と安犁靡の後も王統が続くと思われるが、それを伝える史料は発見されていない。

## 烏孫の語源
漢代中国語における「烏孫」は「アスウェン(âswin)」と読まれる。これは古代インド語で「騎手の複数形」（または双子の騎手の神）を意味する「アシヴィン(aśvin)」に近く、「烏孫」の原名は「アシヴィン(aśvin)」であったと推測される。

## 参考資料
- 『史記』（匈奴列伝、大宛列伝）
- 『漢書』（匈奴伝、西域伝）
- 『後漢書』（班梁列伝、西域列伝）
- 『魏書』（第九十 西域）
- クリストファー・ベックウィズ（訳：斎藤純男）『ユーラシア帝国の興亡　世界史四〇〇〇年の震源地』（筑摩書房、2017年、ISBN 9784480858085）